# 釙化鉀
釙化鉀是一種無機化合物，是一種鉀鹽化學式為:K2Po。釙化鉀的熱穩定性很差，還原性比碲化鉀(K2Te)強。晶體結構為反螢石結構，和釙化鈉類似。要制備釙化鉀可以用釙化鈉的方式:使釙化氫水溶液(釙氫酸)和鉀發生酸鹼中和而產生。